# Guchang
Guchang (kinesiska: 古昌) är en köping i sydvästra Kina. Den ligger i stadsdistriktet Rongchang i storstadsområdet Chongqing, omkring 96 kilometer väster om det centrala stadsdistriktet Yuzhong. Antalet invånare är 18 327. Befolkningen består av 9 002 kvinnor och 9 325 män. Barn under 15 år utgör 20,0 %, vuxna 15-64 år 67 %, och äldre över 65 år 12,0 %.